# VBCI
VBCI（仏：Véhicule Blindé de Combat 'Infanterie：歩兵戦闘用装甲車両）は、フランスの装輪装甲車ファミリーである。

## 開発と生産

### 開発計画
1990年代にフランス政府は、旧式化し始めたAMX-10P歩兵戦闘車ファミリーの後継となる新たな車輌群を作るため、VBM（Véhicule Blindé Modulaire、モジュラー装甲車輌）計画を開始した。すぐにドイツとイギリスもこの計画に参加して、1998年4月末に3ヶ国は、次世代装輪装甲車の開発・生産を行なう共同事業体、ARTEC（アーマード・テクノロジー）社を設立し、GTK/MRAV/VBCIというそれぞれ個別の開発計画名称が与えられた。
だが1999年に、フランスは他国との意見の相違によって独自に開発計画を行うことに決め、ARTEC社による独英仏3ヶ国の共同開発計画から脱退した。VBM計画の時代からGIATインダストリー社（現Nexter社）と、ルノー社（現ルノー・トラック社）で共同設立されたサトリMV社が開発を主導していたが、途中からはGIATインダストリー社が主契約社となり、ルノー社は副契約社となった。GIATインダストリー社が独自に開発していたベクストラ（Vextra）装輪装甲車を基本として開発が進められた。
2000年11月6日、仏政府は計画に基づく新型装甲戦闘車両を700両発注した。

### 試作
2003年には、初回生産契約として純歩兵戦闘車両42輌、対戦車型歩兵戦闘車両12輌、指揮車車両11輌の計65輌が発注され、2004年5月には最初の2輌の試作車が完成した。
2003年から2004年にかけて、車両の開発は武装と電子装備については順調であったが、車体の機動力と障害物を乗り越える能力について難航していた。
2005年半ばから、完成したVCI型4輌、VPC型1両の試作車を使ってフランス軍が試験運用を開始し、DRAGAR砲塔の不備などの設計変更などが行なわれた。その後、新たに3両の試作車が追加製造され、2007年までテストが続けられた。
2007年9月には、第2バッチ分として、歩兵戦闘車両91輌、指揮車車両26輌の計117輌の生産契約が結ばれた。

### 量産
2008年からフランス陸軍への引渡しが開始され、さらに3つのバッチを追加することで最終的には550両の歩兵戦闘車（VBCI/VCI）と150両の指揮統制車（VBCI/VPC）の計700輌が、配備開始後30年以上経ったAMX-10Pの代替として配備される予定である。

### 国外への販売
国外への販売実績はまだないが、輸出販売の売り込みも積極的に行われている。
2007年夏に、イギリス軍の新型装甲車両選定計画である「FRES」の候補にVBCIに挙げられていたが、結局、モワク社のピラニアVに敗れた。アメリカ海兵隊、カナダ軍、オーストラリア軍がVBCIに興味を示しているとされ、Nexter社はデモンストレータ用の1輌を作って売り込みを行なっている。

## 車体・装備

### 車体概要

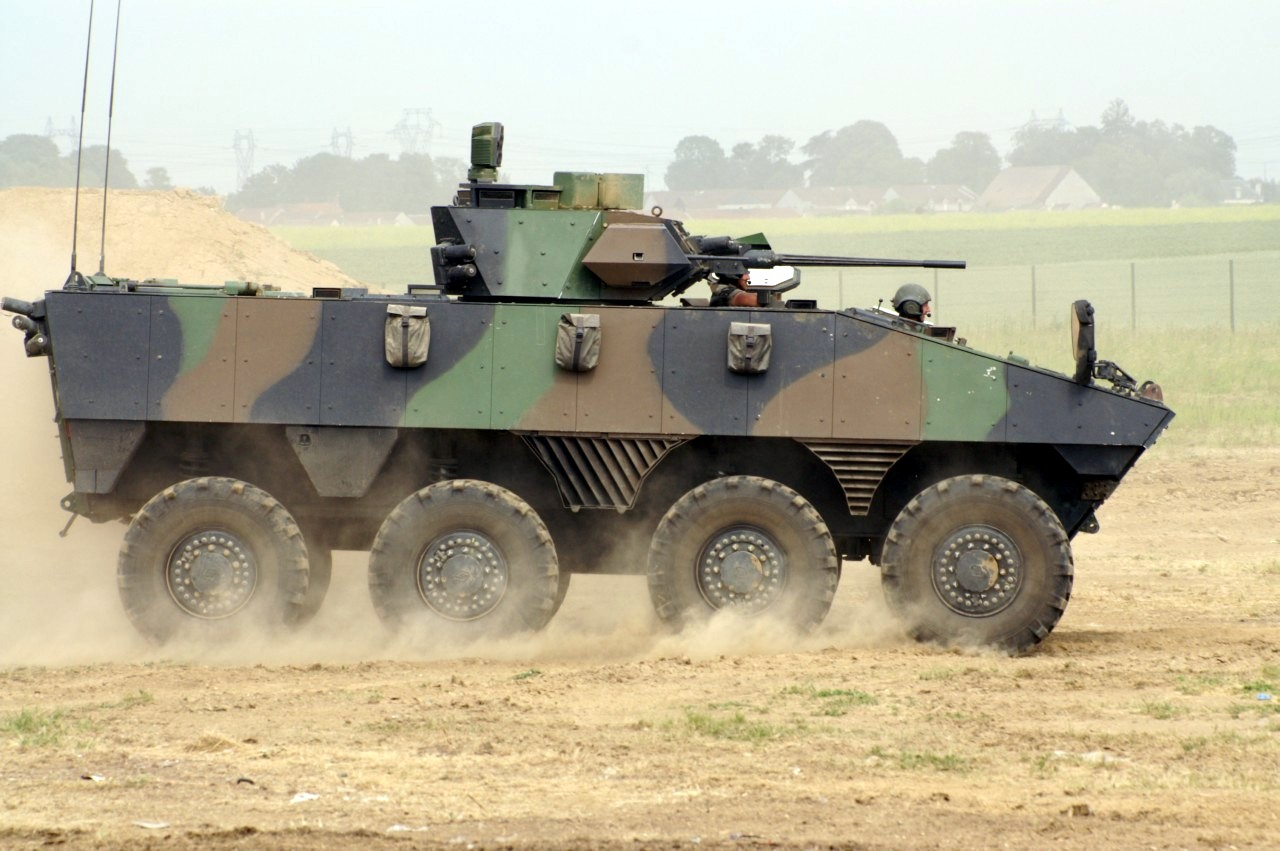
側面

外形は最も一般的な形状であり、車体前部の傾斜面を除けば、7.8m×2.98m×高さ2.26mの箱状車体の上部中央に砲塔が載っている、ごく単純な外見である。
当初からモジュール設計が想定されていたため、操縦室より後ろはペイロード区画として多様な設計が可能なように考慮され、最大車内空間は13 m3、最大戦闘重量は28トン、最大ペイロード重量は10トンとされた。
浮航能力はないが、エアバス A400M輸送機による空輸が可能なように設計されている。

### 車内配置

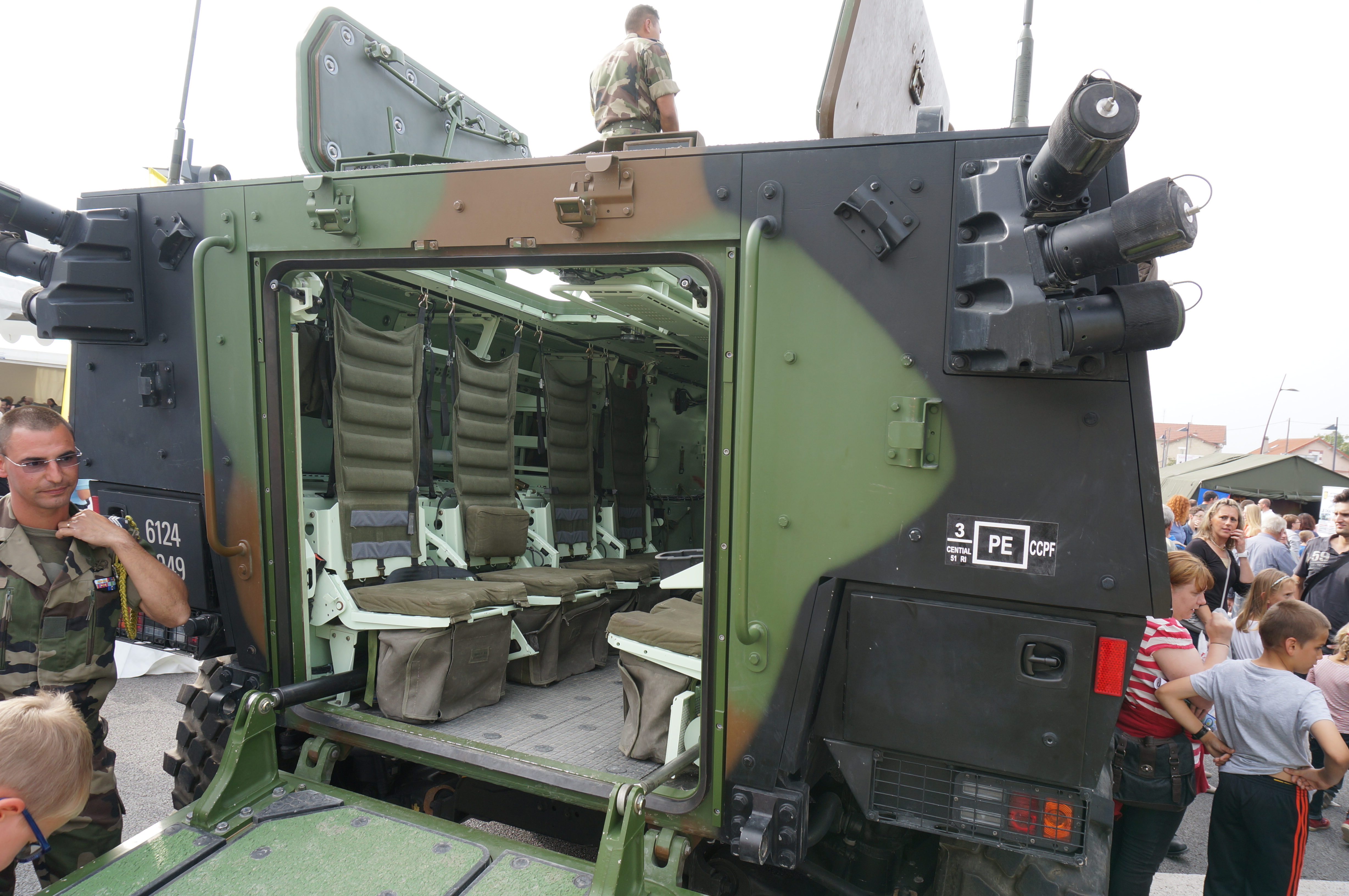
後方ハッチから見た車内

前方右側に動力室、その左側に操縦席があり、シリーズの基本となる歩兵戦闘車型では1人用砲塔が車体中央上部に備わり、車両固有乗員は操縦手と砲手の2名で、搭乗兵員は砲塔前のコマンダーステーションに1名と後部兵員室に8名の計9名である。指揮車型では2名＋7名となる。

### 走行駆動系
エンジンは550馬力のルノー製ディーゼルエンジンを搭載し、オートマチック・トランスミッションを経由して等間隔に配置された8輪すべてを駆動している。
空気圧調整の行なえる395/90 R22ランフラット・タイヤを備えた油気圧式独立懸架式の8輪の内、前部4輪で操行され、旋回半径は標準的な8.5 mである。
路上最大速度は100 km/h、航続距離は750 km、最低地上高は0.5 m、登坂力は60%、転覆限界は30%、越堤高は0.7 m、越堤幅は2 m、徒渉水深は準備なしで1.2 m、準備をすれば1.5 mである。

### 装甲
VBCIの装甲はルクレール主力戦車と同様に、アルミニウム合金製の車体フレームにTHDスチールとチタニウム合金の複合装甲を装着する増加装甲方式を採用しており、前線で装甲の交換が容易である。

### 武装

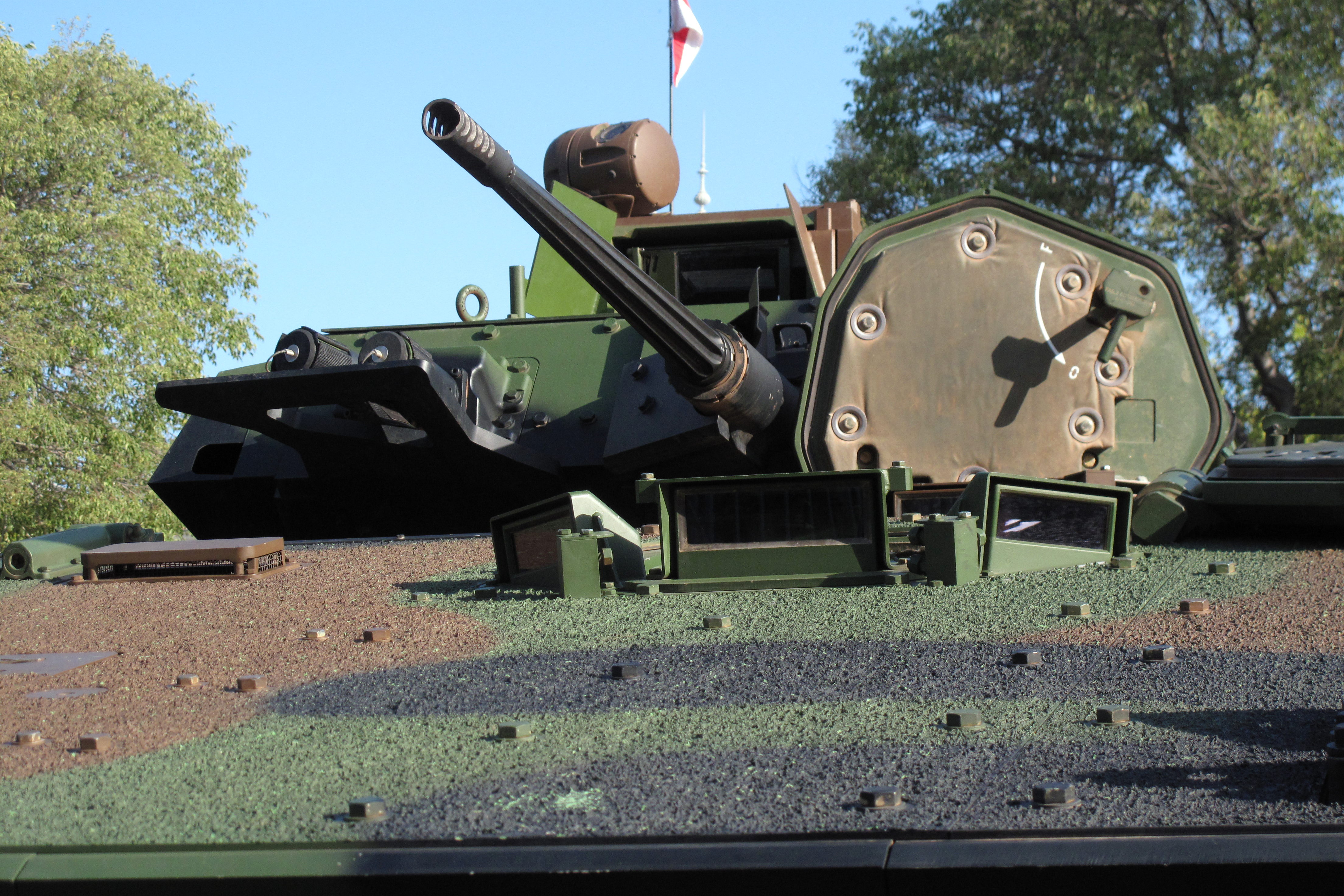
M811機関砲

歩兵戦闘車型
砲手1名用の仏Nexter Systems社製DRAGAR砲塔にはM811 25 mm榴弾と徹甲弾の給弾を素早く切り替え出来る。砲手用に昼光・赤外線両用映像装置とレーザー測距儀を含むマルチセンサー光学サイトを装備している。この砲手席の光学サイトは車内のコマンダーステーションでも表示が可能なだけでなく、砲の遠隔操作も可能になっている。砲塔にはLIRA赤外線デコイと発煙弾発射システムが備わっている。
フランス軍仕様の歩兵戦闘車型以外にも、輸出外販用に2名用砲塔、テレスコープ弾を使う40 mmCTAIシステムの案も存在する。
対戦車ミサイル車型
歩兵戦闘車型の簡易な派生車種として、対戦車ミサイル車型が作られる。1名用砲塔などはそのままに兵員用座席を4席分に代わり、ERYX対戦車ミサイル用ラックを搭載している。使用時には、兵員室天井のハッチから兵士が身を乗り出して携行型発射機から発射する。ミサイルラックを兵員用座席に戻せば歩兵戦闘車型になる。
指揮車型
VPCという名称の指揮車型には、FN12.7 mm機関銃塔のみが備わる。
81 mm自走迫撃砲型
自走というより迫撃砲搭載型であり、対戦車ミサイル車型に似て、後部兵員室に迫撃砲を搭載しただけであるので発射するには車外に下ろして使用する。
120 mm機動砲型
戦車駆逐車／火力支援車である。自動装填装置の付いた120 mm滑腔砲を備える。

### C4Iシステム
情報ターミナル・システム（SIT）と呼ぶ仏Nexter Systems社とEADSディフェンス・エレクトリック・システムズ社が開発した交戦級C4Iシステムを備え、各種戦術情報を上級司令部と交換出来る。

## 車両ファミリー
自走式迫撃砲搭載型やミラン対戦車ミサイルを搭載した戦車駆逐車型などの検討も行なわれたが、2020年代から仏軍は軽機甲部隊の近代化を主眼とするSCORPION計画のもとでグリフォン多目的装甲車やジャギュア偵察戦闘車など新型装輪車ファミリーの調達を開始している。これらは6輪車ながら重量25トン級で、VBCIの運用は継続されるものの今後の展開は不確かとなっている。
VCI
VBCIファミリーの基本形となるVCI（véhicule de combat d'infanterie、歩兵戦闘車両）は、25 mm機関砲を搭載し、1個分隊に相当する歩兵9名を輸送可能な歩兵戦闘車である。

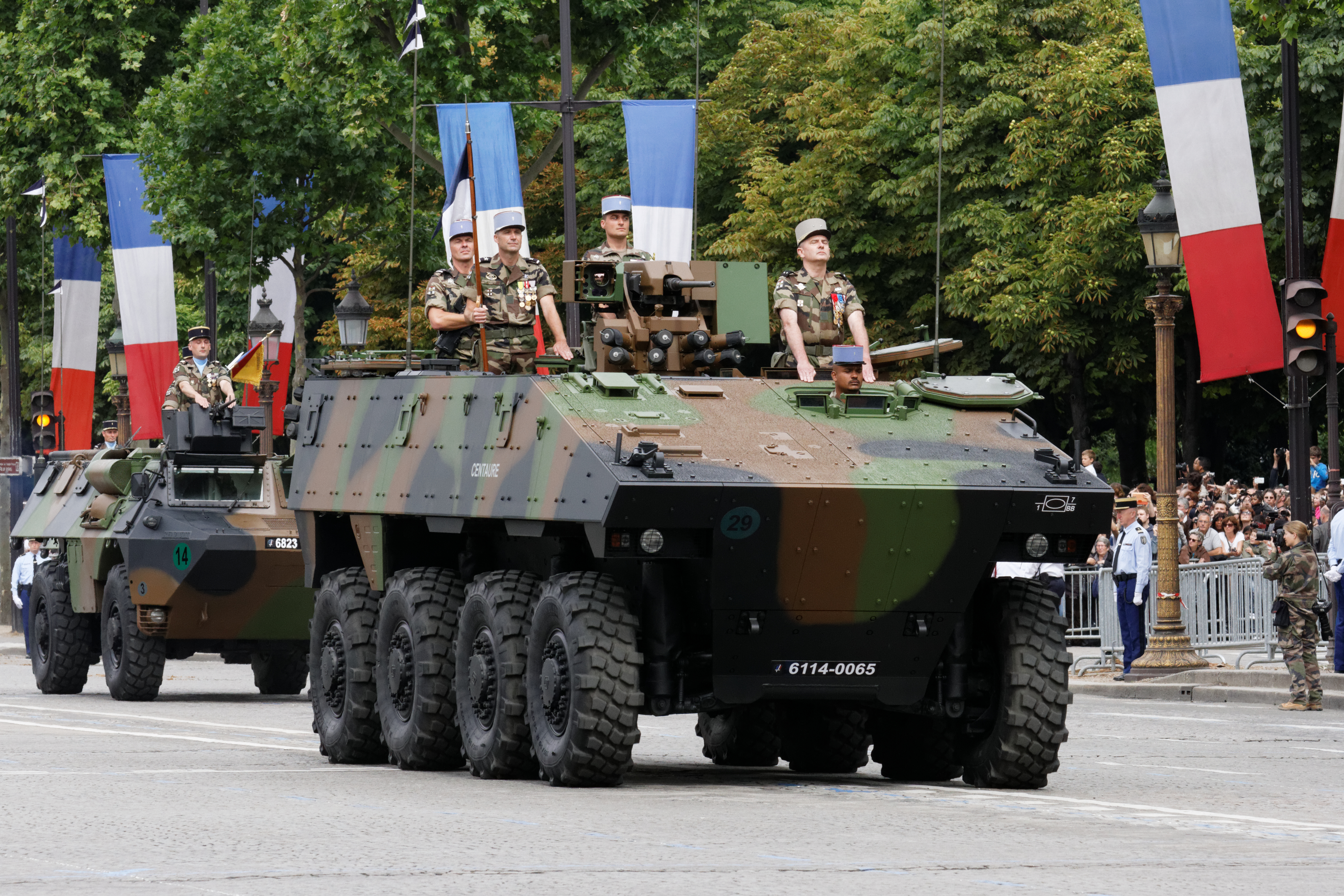
VPC
VPC（véhicule poste de commandement、指揮所車両）は、2名のシステム・オペレーターと7名の乗組員が搭乗する指揮統制車である。自衛用に12.7 mm重機関銃を搭載する。
VCIより高次のSIRバトル・マネージメント・システムを備えることで、連隊レベルでの指揮を可能にしている。フランス軍が制式化採用している。

## 運用国

### 現用
- フランス - 2023年時点で、フランス陸軍が599両のVBCI VCI、107両のVBCI VPCを保有している[2]。